# Сербський націоналізм

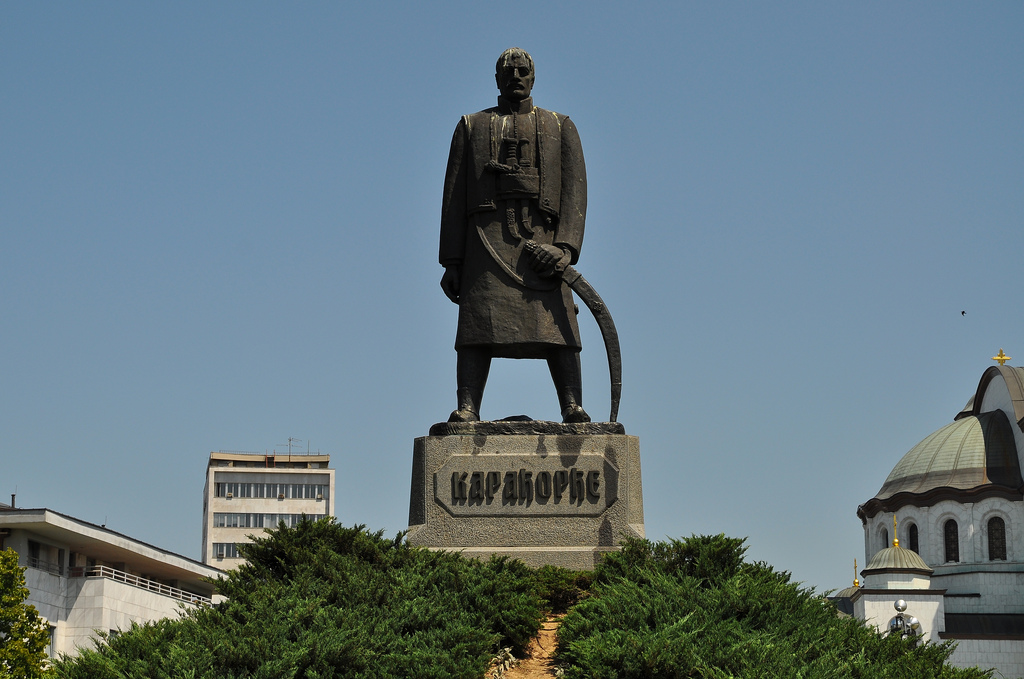
Пам'ятник Карагеоргію у Белграді

Сербський націоналізм (серб. Српски национализам) — один з видів етнічного націоналізму, що передбачає націю як вищу цінність сербського народу і виступає за культурну єдність сербів. Зародження сербського націоналізму відбулося під час росту націоналістичних настроїв в Османській імперії і початку національно-визвольних виступів проти турецької влади; розвитку сприяли сербський учений Вук Стефанович Караджич та державний діяч Ілля Гарашанін. Сербський націоналізм був одним із ключових факторів під час Балканських воєн, що підірвали могутність Османської імперії, однією з передумов до початку Першої світової війни, що зруйнувала Австро-Угорщину, та найважливішим факторів під час югославських воєн.
З 1878 року сербські націоналісти підтримували ідеологію югослов'янства: взявши на озброєння приклад П'ємонту та його роль у Рісорджименто (об'єднанні Італії), вони поставили собі за мету не тільки об'єднати сербів в єдину державу під ім'ям Сербія, але й аналогічно допомогти Сербії стати центром об'єднання всіх південнослов'янських народів до єдиної держави під назвою Югославія. Їх ідеалом була централізована держава, яка гарантувала єдність сербів і виключала можливість децентралізації. Прийнята в 1921 Відовданська конституція забезпечувала перетворення країни в централізовану державу, на чолі якої стояла династія Карагеоргієвіч. Затятими противниками централізованої держави були хорватські націоналісти, які вимагали надання автономії Хорватії, що було виконано в 1939 році в ході угоди Цветковича — Мачека; цю ж угоду засудили сербські націоналісти, вважаючи, що вона загрожує єдності «сербства», і виступаючи з гаслом «сильне сербство, сильна Югославія». Друга світова війна на Балканах обернулася масштабним кровопролиттям, пов'язаним не лише з нацистською ідеологією, а й із міжрелігійною ненавистю. Особливо сильними сербські націоналістичні настрої були у руху югославських військ на батьківщині, відомого також як «четники».
У 1960-ті роки децентралізація СФРЮ та прагнення шляхом «системи стримувань і противаг» звести до мінімуму націоналістичну загрозу обернулися серйозним потрясіннями та розколом країни. У 1980-і роки проти існуючого порядку речей виступили сербські націоналісти, які вважали, однак, неприйнятним будь-яку децентралізацію та поділ Югославії. Єдина держава припинила існування у 1991 році після розколу на окремі республіки, що обернулося великими збройними конфліктами: серби брали участь у більшості з них, наполягаючи на об'єднанні сербів у всіх югославських республіках у єдину державу; їх противниками були місцеві націоналісти та прихильники незалежності, які не бажали бути у складі єдиної держави.

## Історія

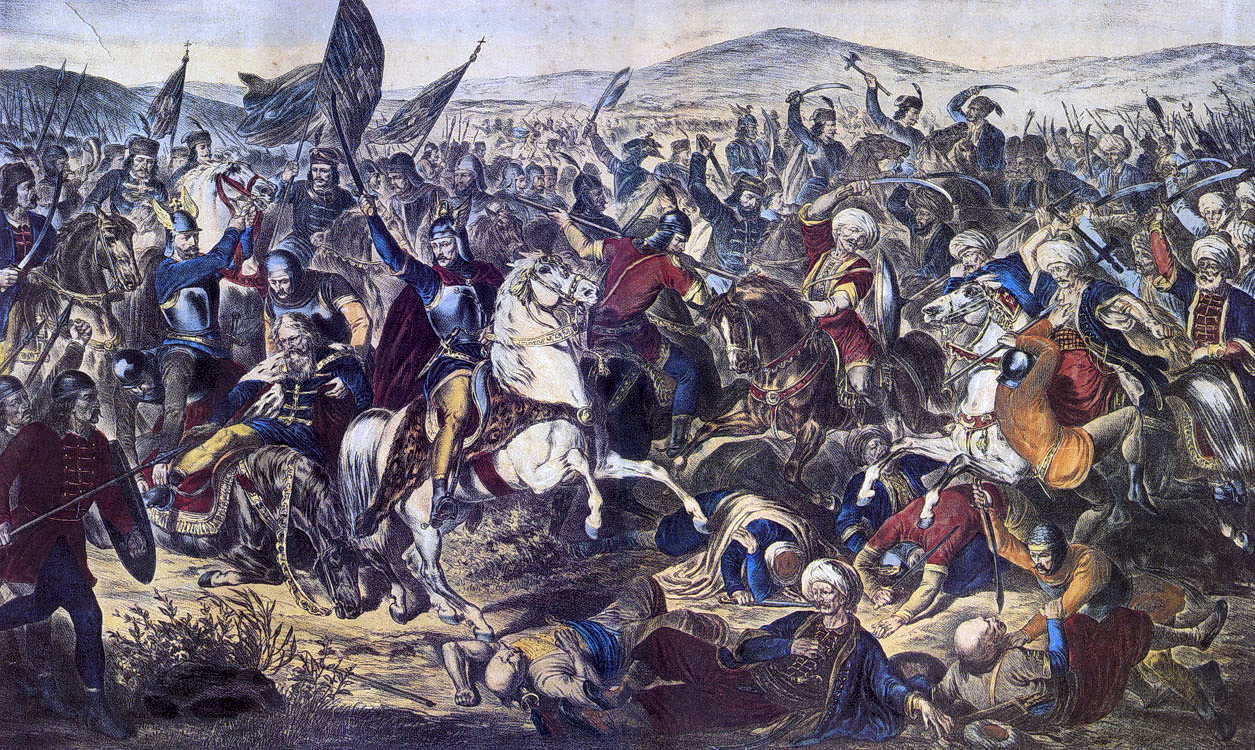
Картина «Битва на Косовому полі» (1870)

Коріння сербського націоналізму сягає XIX століття, коли в 1804 році почалася Сербська революція — повстання проти турецького панування, яке стало передумовою до створення незалежної сербської держави в 1878. Сербські націоналісти вважають, що коріння боротьби сербів за власну культурну та національну самобутність сягає Косівської битви 1389 року і сербського національно-релігійного свята Відовдан, які є важливими символами сербського націоналізму і донині. Ряд дослідників називають сербського лінгвіста Вука Стефановича Караджича «батьком сербського націоналізму»: ним було вироблено лінгвістичне визначення сербів, до яких Караджич відносив усіх носіїв штокавського наріччя незалежно від їхньої релігійної чи географічної приналежності. При цьому Караджич визнавало право деяких народів, які говорили на штокавському наріччі, право називати себе не сербами, а якоюсь іншою нацією. Німецький історик Міхаель Вейтманн вважає, що Караджич таким чином висловив ідеологію та політичну ідею у науковій формі, віднісши всіх південних слов'ян до сербського народу. На думку чеха Яна Рихліка, Караджич став поширювати ідею «великосербства» і висунув теорію про те, що всі югославські народи так чи інакше говорять на штокавському діалекті, а тому вважаються сербами; хорватів та босняків Караджич називав «сербами католицької та ісламської віри» відповідно.
Ще одним прихильником сербського націоналізму та ідеї Великої Сербії був Ілля Гарашанін, вважаючи, що до складу Сербії повинні входити всі землі, на яких мешкають етнічні серби. В 1878 році після визнання Сербії незалежною державою, уряд Сербії став вважати землі Австро-Угорщини, на яких проживали серби, окупованими, що загострило відносини між Сербією і Австро-Угорщиною в самому кінці XIX століття.

### Перша світова війна
У 1914 році австрійський ерцгерцог Франц Фердинанд був вбитий боснійським сербом-революціонером Гаврило Принципом, що призвело до оголошення Австрією війни Сербії і початку Першої світової війни. Незважаючи на важкі перемоги, перемога Антанти над Троїстним союзом принесла Сербії певні плоди у вигляді реалізації намірів югославських націоналістів — в 1918 було створено Королівство сербів, хорватів і словенців, також відоме як Югославія. Сербські націоналісти підтримували центристські погляди на Югославію, інші народи виступали за її перетворення на федерацію чи конфедерацію. Хорватські і словенські націоналісти, що стояли по інший бік барикад, конфліктували з сербськими націоналістами, що і стало причинами нестабільного уряду в Югославії в міжвоєнні роки.

### Югославія
В 1920 централізовані погляди сербських націоналістів на Югославію були закріплені в так званій Видовданської конституції, прийнятої 28 червня 1921 в Відовдані. Протистояння між сербськими націоналістами з одного боку і хорватськими та словенськими з іншого боку призвело до того, що 19 червня 1928 року в югославському парламенті прибічник сербських націоналістів Пуніша Рачич вистрілив з револьвера в хорватського соціаліста Степана Радича, і той через кілька тижнів, 8 серпня помер через поранення. Це вбивство стало ударом по інституту парламентської демократії країни. Олександр I Карагеоргієвич скасував положення конституції, зосередивши всю владу в руках монарха, і перейменував країну в Королівство Югославія, вирішивши розвивати ідеологію сучасного югославського націоналізму — багатьом сербським націоналістам подібна ідея припала не до душі, оскільки югославський націоналізм за їхніми словами означав заперечення сербського. Угода Цветковича — Мачека, що призвела до створення Хорватської бановини та розширення хорватської автономії, лише загострила відносини між сербами та хорватами. Як відповідь сербськими націоналістами було створено Сербський культурний клуб із гаслом «Сильне сербство, сильна Югославія».

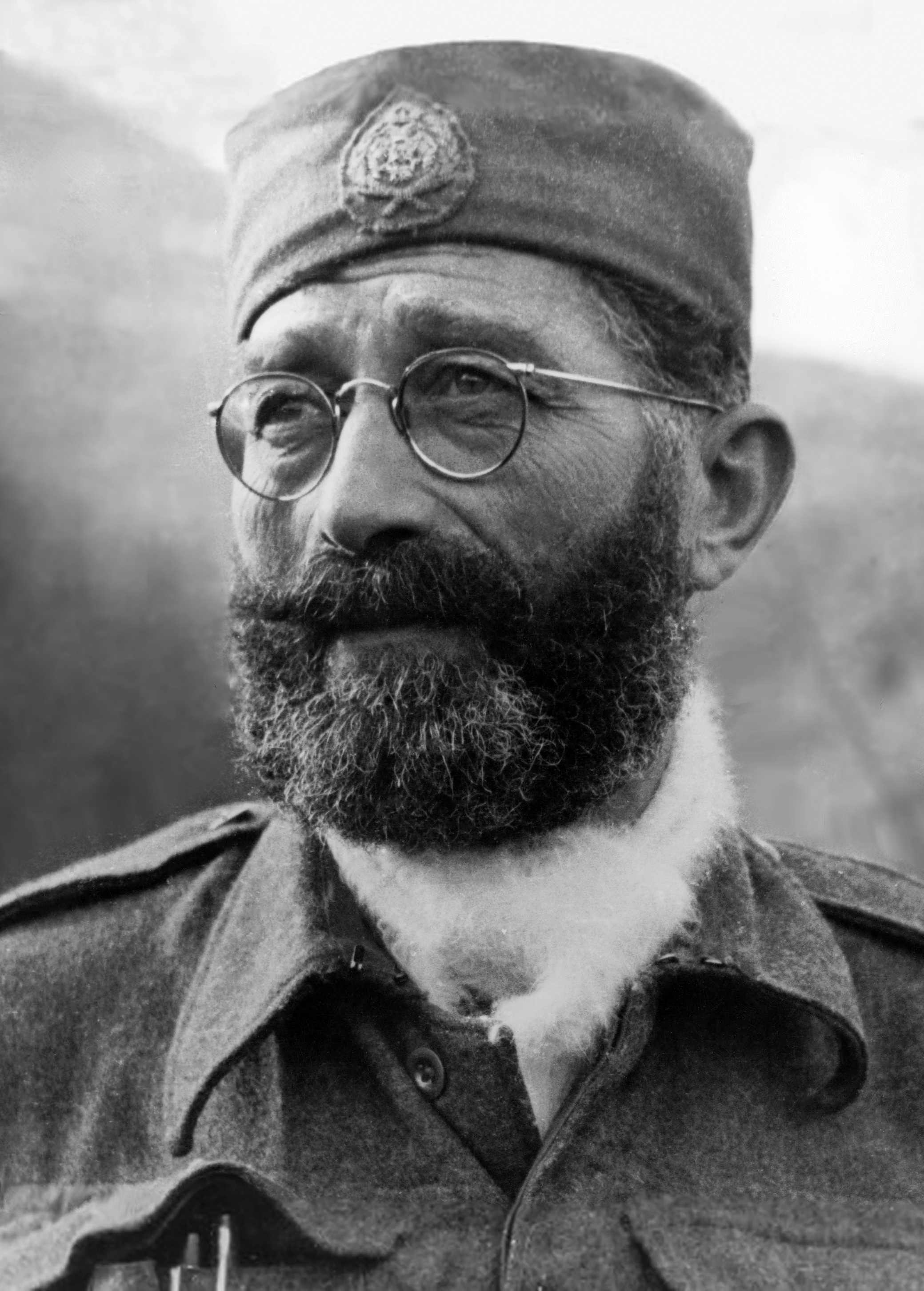
Драголюб Михайлович, югославський генерал

Югославія була захоплена у квітні 1941 року країнами осі та розділена на кілька частин, які перетворилися на маріонеткові держави, лояльні нацистам та їх союзникам. Однією з відповідей на окупацію стало посилення руху четників, яке набуло форми Югославських військ на Батьківщині, ведених Драголюбом Михайловичем — четники виступили проти німецьких військ та їх союзників. Спочатку вони перебували в союзі з Народно-визвольним рухом Йосипа Броза Тіто, проте пізніше з ідейних причин їхній союз був розірваний, і вони стали ворогувати. Під час війни Боснією і Герцеговиною прокотилася хвиля насильства проти босняків, лояльних маріонетковій Незалежній державі Хорватія — її вчинили четники, які вважали таких мусульман співучасниками переслідування югославського цивільного населення.
Перемога югославських партизанів у Другій Світовій війні призвела до утворення комуністичної Югославії: нова влада спочатку вважала націоналізм у будь-якій формі загрозою існуванню держави і припиняла спроби її вираження, зробивши державною ідеологією югославізм та ідею «братства та єдності». Однак у 1960-х роках група югославських інтелігентів на чолі з Добрицею Чосичем своєю діяльністю забезпечила відродження сербського націоналізму. У 1966 році втратив свою посаду начальник Державної служби безпеки Олександр Ранкович, якого Тіто ще до цього недолюблював через націоналістичні схильності, що деякі розцінювали як атаку титівців на сербський націоналізм. Згодом сербські націоналісти-інтелектуали стали вважати, що створена соціалістами, комуністами та іншими ліворадикалами та лівими Югославія є певним експериментом над сербським народом і несе загрозу його самобутності.

Ідеологія сербського націоналізму зміцнилася після того, як 1980 року помер Тіто. Було знято низку офіційних та негласних заборон — так, Бранко Петранович одним із перших заявив про роль Дражі Михайловича та його сили у боротьбі Югославії проти націонал-соціалістичних загарбників і всіх хто їх підтримував, а Добриця Чосич приєднався до низки югославських письменників, які направили Меморандум Сербської академії наук і мистецтв у 1986. У Меморандумі звучали заклики змінити державну політику для збереження територіальної та державної цілісності Югославії, а також вимагали припинити надмірне вливання коштів в економіку Хорватії та Словенії ціною зниження рівня життя Сербії і зупинити геноцид, що почався, албанцями сербів у Косово. Меморандум був розкритикований Союзом комуністів Югославії та федеральним урядом Івана Стамболіча. Навіть затяті прихильники сербського націоналізму відмовилися виступати на захист, оскільки були під тиском. Слободан Мілошевич, публічно не виступаючи з приводу меморандуму, спочатку також розкритикував його, заявивши співробітникам служби безпеки:

Оголошення меморандуму Сербської академії наук і мистецтв — лише похмурий націоналізм, що означає ліквідацію поточної соціалістичної системи нашої країни та поділ, після якої не виживе жоден народ. Саме політика Тіто «братства та єдності» — єдина база, яка може врятувати Югославію..

### Розпад Югославії та громадянська війна
В 1987 році в Сербії посилилися націоналістичні настрої, і саме Мілошевич став головним прихильником сербських націоналістів у лавах Союзу комуністів Югославії. Він схвалив положення про посилення централізації влади з метою зниження регіональної могутності окремих республік та автономних провінцій, підтримавши цим гасло «сильна Сербія, сильна Югославія». У 1988—1989 роках, під час антибюрократичної револіції Мілошевич за допомогою цього гасла закликав сербів і чорногорців «вийти на вулиці», добившись від них повної підтримки, але лише викликав гнів інших народностей Югославії. Ними це розцінювалося як спроба сербів повернути націоналістичні ідеали, яким симпатизували сербські політики у Королівстві Югославія і навіть Олександр Ранкович. Слободан Мілошевич і його прихильники закликали до націоналістичних почуттів сербів, говорячи про важливість ролі Сербії у світовій політиці: 19 листопада 1988 року Мілошевич заявив, що на сербів чекають серйозні випробування у вигляді битв проти внутрішніх і зовнішніх ворогів.
Так, у Новому Саді в акціях на підтримку Мілошевича брали участь близько 500 косовських сербів та низка місцевих жителів, які звинувачували керівництво автономного краю у спробі відокремлення від Югославії. У серпні Сербією та Чорногорією прокотилася хвиля акцій протесту, учасники яких, вигукуючи просербські гасла, вимагали їм видати зброю; у той же час Мілошевич зробив спроби розхитати республіканське керівництво в Боснії та Чорногорії, щоб до влади прийшли його прихильники. Станом на 1989 р. під контролем прихильників Мілошевича були вся Центральна Сербія, Косово, Воєводина і навіть Чорногорія, в той час як у Боснії ще йшла боротьба; тим часом відносини між сербами, хорватами і босняками в Боснії загострилися до краю, і ЗМІ почали повідомляти про переслідування сербів у Боснії за те, що ті підтримували Мілошевича. У Македонії намагалися також переконати громадян підтримати Мілошевича, виступаючи на демонстраціях зі слоганами на його підтримку, малюючи графіті і присвячуючи Мілошевичу пісні. Сам Мілошевич на той час став готувати законопроект про повернення сербів земель, які належали народу у міжвоєнні роки: це призвело до масового переїзду сербів у Косово, де ті намагалися виселити албанців, які нібито незаконно заволоділи земельними ділянками після приходу до влади Тіто. Також він робив спробу створити сербську автономію в Хорватії, незважаючи на опір компартії в республіці та її керівництва. Нарешті, Мілошевич легалізував низку сербських націоналістичних організацій (зокрема рух четників) і фактично відновив повноцінну діяльність Сербської православної церкви в країні.
Керівництво Сербії та Мілошевич пропонували реформувати парламент і розділити його на три палати: Палату громадян, яка представляла населення Югославії, де серби мали б більшість; Палату республік та автономій, яка представляла б регіони, та Палату профспілок. Проти ідеї Палати громадян та Палати профспілок виступили Хорватія та Словенія, які вважали, що це призведе до посилення Сербії та зміцнення контролю над економікою з боку федеральної влади всупереч інтересам регіонів. Словенія провела ряд власних реформ, прагнучи перетворити Югославію на децентралізовану конфедерацію. Пізніше офіційні вимоги про перетворення Югославії на конфедерацію з багатопартійною політичною системою оголосили не лише Словенія, а й Хорватія, у відповідь на що Мілошевич заявив, що ніякої конфедерації не створюватиме, інакше кордони Сербії поставлять під питання, а він у разі децентралізації добиватиметься створення сербської федеральної держави з розширеними кордонами. В 1989 автономії Косово і Воєводини були скасовані, що зміцнило позиції сербського уряду.
В 1991 році Мілошевич засудив проголошення суверенітету Хорватії: навіть після створення Союзної Республіки Югославія остання не визнавала незалежність Хорватії дуже довго. З червня 1990 року, згідно з щоденниками Борисава Йовіча, Мілошевич робив спроби домогтися від Хорватії територіальних поступок та приєднання території до сербської держави. Уряд Сербії спільно з прихильниками Мілошевича з ЮНА (у тому числі генерального штабу) розробили план приєднання частин території Хорватії та Боснії, де проживали серби, який відповідав вимогам ідеї «Великої Сербії». Для потреб сербів у певні позиції стали підвозити зброю, боєприпаси та все спорядження через територію Хорватії та Боснії; місцеве населення записувалося в напіввоєнні та поліцейські загони, очікуючи початку великомасштабного конфлікту.
Згідно з інтерв'ю, взятим у урядових службовців, ще до виходу Республіки Македонія зі складу СФРЮ Мілошевич готував план арешту політичного керівництва СР Македонії та приведення до влади осіб, лояльних до Сербії, щоб не допустити відділення республіки. Коли Македонія вийшла в 1991 році зі складу СФРЮ, ряд членів уряду Югославії зробили скандальні заяви про македонців як «штучно створеної нації» та наміри домогтися поділу республіки між Союзною Республікою Югославією та Грецією. Аж до 1996 Мілошевич, домагаючись права сербів на самовизначення в Македонії, відмовлявся визнавати незалежність цієї республіки.
В даний час сербські націоналісти звинувачують істориків комуністичної епохи в тому, що ті зображували сербів як «гнобителів» інших народів Югославії, звинувачували четників у колабораціонізмі і фактично прирівнювали їх злочини до злочинів усташів, а масштаби геноциду сербів навіть скорочували.